# Puig del Corb
El Puig del Corb és una muntanya de 456 metres que es troba al municipi d'Arbeca, a la comarca catalana de les Garrigues. Al cim podem trobar-hi un vèrtex geodèsic (referència 260120001).